# Loch Leven

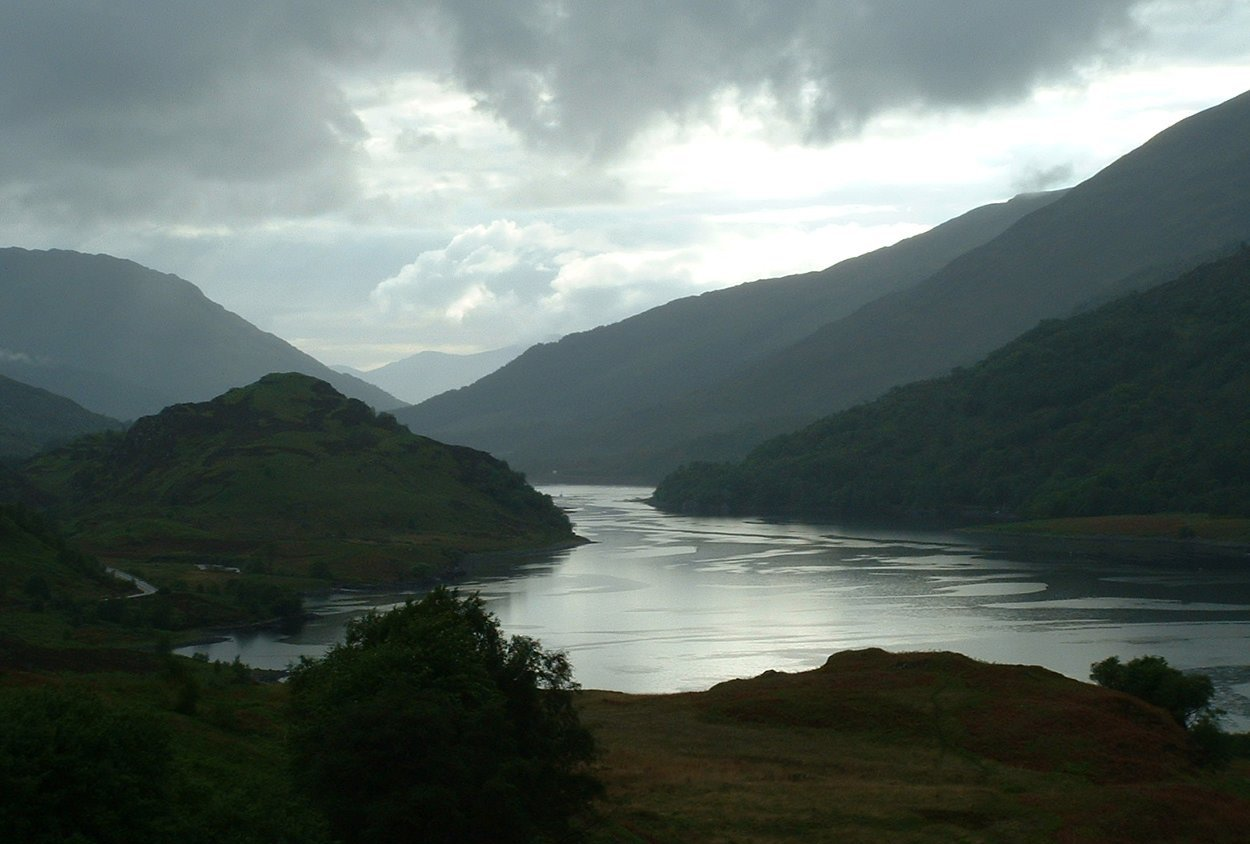
Llac Leven.

El Lloch Leven (en (gaèlic escocès Loch Liobhann tot i que en el gaèlic local la pronunciació és Lee' oon
) és un (loch) d'aigua dolça a la regió escocesa de Tayside (56° 13′ N, 3° 27′ O / 56.217°N,3.450°O). De forma circular, té un diàmetre de prop de 16 km i una superfície de 14 km². Rep les aigües del riu Leven. Conté set illes, sent les de major grandària l'illa Sant Serfs i l'illa del Castell. Aquesta última deu el seu nom al fet que s'hi troba el castell de Leven on l'any 1567 va estar presonera María Estuardo, reina d'Escòcia, sent obligada pels aristòcrates escocesos a abdicar.
Existeix un altre llac amb el mateix nom a la costa Oest d'Escòcia, a la regió d'Argyll.
Aquest llac és Reserva Natural Nacional des de 1964 i és gestionat pel Patrimoni Cultural d'Escòcia (Scottish Natural Heritage) ampliant la seva extensió fins a la Vane Farm que manté la Reial Societat per a la Protecció de les Aus (Royal Society for the Protection of Birds).